# Талибан
Талиба́н (пушту طالبان‎; дословно — «учащиеся»), который также называет себя квазигосударственным именем — Исла́мский Эмира́т Афганиста́н, — афганское политическое и боевое движение, идеология которого включает в себя элементы пуштунского национализма и деобандийского течения исламского фундаментализма. Он управлял примерно 75 % территории Афганистана с 1996 по 2001 год, пока не был свергнут американским вторжением после терактов 11 сентября, совершенных союзником талибов — Аль-Каидой. Талибы захватили Кабул в августе 2021 года после ухода коалиционных сил и 20 лет повстанческого движения талибов, и теперь контролируют всю страну. Правительство талибов признано только Российской Федерацией (с 3 июля 2025). Талибан осуждается за ограничение прав человека, в том числе прав женщин на работу и образование.
Талибан возник в 1994 году как видная фракция в гражданской войне в Афганистане и в основном состоял из студентов из пуштунских районов восточного и южного Афганистана, получивших образование в традиционных исламских школах (мадарис). Под руководством муллы Омара (годы правления: 1996—2001) движение распространилось на большую часть Афганистана, отобрав власть у полевых командиров моджахедов. В 1996 году группировка основала Первый Исламский Эмират Афганистан. Правительству Талибана противостояло ополчение Северного Альянса, которое захватило части северо-восточного Афганистана и сохранило международное признание в качестве продолжения Исламского Государства Афганистан.
В период своего правления с 1996 по 2001 год талибы строго придерживались шариата (исламского права) и широко осуждались за массовые убийства мирных жителей Афганистана, жёсткую дискриминацию религиозных и этнических меньшинств, отказ Организации Объединённых Наций в поставках продовольствия голодающему мирному населению, разрушение культурных памятников, запрет женщинам посещать школы и работать на большинстве должностей, а также запрет на большую часть музыки. Талибы совершили культурный геноцид против афганцев, уничтожив их исторические и культурные тексты, артефакты и скульптуры. Талибы контролировали большую часть страны до вторжения Соединённых Штатов Америки в Афганистан в декабре 2001 года. Многие члены Талибана бежали в соседний Пакистан.
После своего свержения талибы подняли мятеж для борьбы с поддерживаемой Соединёнными Штатами Америки Исламской Республикой Афганистан и возглавляемыми Организацией Североатлантического договора Международными силами содействия безопасности в войне в Афганистане. В мае 2002 года члены движения в изгнании сформировали Совет лидеров, базировавшийся в Кветте, Пакистан. Под руководством Хибатуллы Ахундзады в мае 2021 года талибы начали военное наступление, которое завершилось падением Кабула в августе 2021 года и восстановлением контроля со стороны Талибана. Исламская Республика была распущена и восстановлен Исламский Эмират. После их возвращения к власти государственный бюджет Афганистана лишился 80 % финансирования, а продовольственная нехватка стала широко распространённой. Талибан вернул Афганистан ко многим политикам, проводившимся при его прежнем правлении, включая запрет женщинам занимать практически любую работу, требование к женщинам носить одежду, закрывающую их с головы до ног, такую как паранджа, запрет женщинам путешествовать без сопровождения мужчин, запрет на женскую речь и запрет на любое образование для женского населения.

## Статус организации
Признавалось террористической группировкой РФ до 17 апреля 2025 года. Также, де-факто, по состоянию на 13 октября 2024 года, согласно информации из дела журналистки Надежды Кеворковой, арестованной по обвинению в «оправдании терроризма», Министерство иностранных дел России в ответ на запрос адвоката заявило, что российские власти не считают Талибан террористической организацией. 3 июля 2025 года Министерство иностранных дел России признало Талибан законным правительством Исламского Эмирата Афганистан, что делает РФ первой страной, сделавшей это.
Талибан признан террористической организацией в Таджикистане, Турции и Канаде.
Советом безопасности ООН в 1999 году был создан «Комитет по санкциям в отношении „Аль-Каиды“ и движения „Талибан“», в дальнейшем «Комитет Совета Безопасности, учрежденный резолюциями 1267 (1999), 1989 (2011) и 2253 (2015) по ИГИЛ (ДАИШ), „Аль-Каиде“ и связанным с ними лицам, группам, предприятиям и организациям», которой создана рабочая группа и введены международные санкции в том числе в отношении «Талибана». В перечне Комитета 135 физических лиц и 5 структур, связанных с «Талибаном».
В декабре 2023 года власти Казахстана выразили намерение исключить деобандийскую организацию Талибан из списка запрещённых организаций. По словам официального представителя Министерства иностранных дел, согласно резолюциям Совета Безопасности ООН, которые обязательны к исполнению, «Движение Талибан» не входит в списки организаций, признанных Советом Безопасности ООН в качестве террористических. Также, несмотря на то, что с 2005 года по решению Верховного суда Казахстана Талибан признан террористической организацией с запретом деятельности на территории Республики Казахстан, в августе 2023 года в Астане прошёл казахстанско-афганский бизнес-форум.

## Этимология
Слово «талибан» (пушту طالبان‎ ṭālibān) в переводе с пушту означает «ученики», множественное число от слова «талиб». Это слово состоит из заимствованного из арабского слова «талиб» (араб. طالب‎ [ṭālib] — «ученик», «студент») с добавлением персидского окончания множественного числа «ан» (пушту ان‎). На арабском языке слово «талибан» (араб. طالبان‎) означает не «ученики», а «два ученика» (в двойственном числе). В связи с этим перевод названия «Талибана» изредка вызывает некоторую путаницу у арабов. В английском языке можно было встретить обозначение одного талиба словом «талибан». Помимо множественного существительного, ссылающегося на группу, «талибан» также использовалось как существительное, относящееся к одному человеку. Например, Джон Уокер Линд упоминается как «американский талибан», а не «американский талиб». В англоязычных газетах Пакистана слово «Талибаны» (англ. Talibans) часто используется, когда речь идёт о более чем одном талибе. Написание «Талибан» в английском языке стало преобладать над «Талебан».

## История
В 1995 году предположительно финансируемые ОАЭ деобандийские талибы захватили Гильменд, разгромили боевиков Гульбеддина Хекматияра, но остановлены под Кабулом дивизиями Ахмада Шаха Масуда. Они взяли под контроль треть территории Афганистана на юго-востоке страны. К концу 1995 года ВВС талибов захватили господство в воздухе.
27 сентября 1996 года талибы без боя взяли Кабул и основали Исламский Эмират Афганистан. На подконтрольной территории они ввели шариатское право. Оппозицию режиму талибов составил Северный альянс, этнический состав которого включал главным образом таджиков (во главе с Ахмадом Шахом Масудом и Бурхануддином Раббани) и узбеков (во главе с генералом Абдул-Рашидом Дустумом, который пользовался поддержкой России). Резня в Мазари-Шарифе (несколько тысяч убитых после взятия города в 1998 году), предоставление убежища террористу Усаме бен Ладену и уничтожение памятников буддистской архитектуры (Бамианские статуи Будды) привели к формированию негативного имиджа талибов в глазах мировой общественности.
После терактов 11 сентября 2001 года США начали контртеррористическую операцию против Исламского Эмирата Афганистан и при поддержке Северного альянса свергли режим талибов. Талибы ушли в подполье и частично отступили в соседний Пакистан (провинции региона Вазиристан), где объединились под началом Хаджи Омара. С начала 2000-х годов Вазиристан является оплотом движения «Талибан». Талибы оттеснили традиционных племенных вождей и в 2004 году фактически захватили власть в регионе.
14 февраля 2006 года на территории Северного Вазиристана было объявлено о провозглашении независимости и создании Исламского Эмирата Вазиристан (ИГВ). Позднее, несмотря на попытки пакистанской армии восстановить власть Исламабада, территория ИГВ расширилась за счёт большей части провинции Южный Вазиристан.
17 декабря 2007 года пакистанские талибы объединились в организацию «Техрик-е Талибан Пакистан». Во главе «Техрик-е Талибан Пакистан» встал командир из вазиристанского пуштунского племени Масуди — Байтулла Мехсуд.
В феврале 2009 года талибы захватили 30 пакистанских полицейских и военнослужащих в долине Сват. Они предъявили требования пакистанскому правительству об официальном введении в долине Сват законов шариата, на что правительство вынуждено было согласиться. Вскоре после этого талибы установили контроль над провинцией Бунер.
В августе 2009 года источники информационного агентства Reuters в американских и пакистанских властях, как и министр внутренних дел Пакистана Рехман Малик, объявили, что располагают сведениями о том, что был убит лидер пакистанских талибов Байтулла Мехсуд, который считается организатором убийства в 2007 году бывшего премьер-министра Пакистана Беназир Бхутто. Но по сообщению интернет-издания NEWSru.com, «представители спецслужб заявили, что боевик покинул эту местность ещё до начала операции», а Кари Хуссейн (Абу Мусаб аль-Заркави), являющийся близким сподвижником Мехсуда, заявил журналистам, что во время обстрела тот находился в убежище. В конце апреля 2010 года сообщение ЦРУ и пакистанского правительства об убийстве преемника Байтуллы Хакимулла Мехсуд в начале февраля 2010 года было опровергнуто разведывательным ведомством Пакистана. В ноябре 2013 года представитель спецслужб Пакистана подтвердил Reuters, что Хакимулла Мехсуд был уничтожен 1 ноября 2013 года «в результате удара, нанесённого „дроном“».
По словам военного амира исламистской боевой организации «Союз исламского джихада» Харуна абу Мухаммада, на конец марта 2014 года «Талибан» фактически контролировали около 70 % территории Афганистана, в том числе провинции Гильменд, Кандагар, Пактия, Урузган, Нуристан, Кунар, Бадахшан, Забул, Газни и другие. Позиции коалиции НАТО были всё ещё сильны в районах Кабула и Мазари-Шарифа. Среди талибов возросло число салафитов.
31 мая 2014 года «Талибан» обменял последнего американского пленного в Афганистане Боуи Бергдала на пятерых заключённых Гуантанамо, прежде занимавших высокие посты в Эмирате. Обмен вызвал неоднозначную реакцию по всему миру.
21 мая 2016 года американский беспилотник нанёс ракетный удар по автомобилю, в котором, предположительно, находился лидер движения Ахтар Мансур. 22 мая информацию о гибели лидера «Талибана» подтвердили высокопоставленный командир группировки мулла Абдул Рауф и премьер-министр Афганистана Абдулла Абдулла. Ракетный удар произошёл в приграничном районе между Афганистаном и Пакистаном. В операции участвовали несколько американских беспилотников, их целью был автомобиль с предполагаемыми боевиками.
Преемником Ахтара Мансура на посту лидера движения «Талибан» стал Мавлави Хайбатулла Ахундзада.
В августе 2017 года представители «Талибана» направили письмо президенту США Дональду Трампу, призвав американского лидера вывести войска США из Афганистана.
9 июня 2018 года они впервые за 17 лет объявили временное перемирие с правительством Афганистана, которое длилось до 15 июня. В ночь на 22 июня талибы произвели первую атаку на афганские правительственные силы.
19 августа 2018 года президент Афганистана Ашраф Гани объявил в Twitter с 20 августа перемирие в войне против «Талибана» при условии, что тот ответит взаимностью.
В конце мая 2019 года состоялся очередной раунд переговоров о мирном урегулировании в Афганистане с участием представителей запрещённого в РФ «Талибана» и официальными представителями России, в том числе с министром иностранных дел России Сергеем Лавровым. Делегацию талибов, состоявшую из 14 человек, возглавил мулла Барадар Ахунд.
После вывода из Афганистана войск США летом 2021 года началось массированное наступление сил «Талибана», в результате которого к 15 августа под контролем движения оказалась практически вся территория страны.

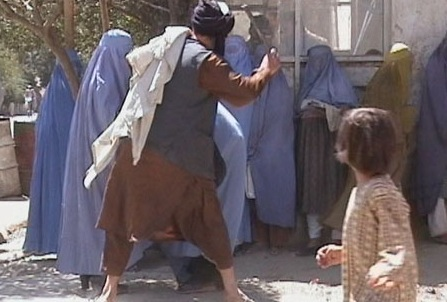
Член религиозной полиции Талибана, публично бьющий женщину. Снято скрытой камерой, Кабул, 2001

## Подконтрольные территории
Первой территорией, которой овладел «Талибан», был Южный Вазиристан. В 2004 году группировка вытеснила пакистанцев с этой территории и овладела ей. 14 февраля 2006 года талибами был официально провозглашён Исламский Эмират Вазиристан. По сей день данное государство не признано независимым ни одним государством-членом ООН и считается международным сообществом как территория Пакистана.
 15 августа 2021 года после падения Кабула «Талибан» взял под свой контроль всю территорию Афганистана и установил там свою власть. В настоящий момент власть талибов не признана ни одним государством-членом ООН. Международное сообщество продолжает считать легитимной власть Исламской Республики Афганистан, прекратившей своё существование в день падения Кабула.

## Идеология
Основной идеологией «Талибана» является исламизм, основанный на деобандизме. Талибы исповедуют ислам суннитского толка: в богословии такое его направление, как ашаризм, а в государственно-правовых вопросах — буквалистское консервативное следование традиционному для Афганистана ханафитскому мазхабу. В этом их отличие от многих просалафитских исламистских движений. В идеологии Талибана поначалу преобладал пуштунвалай — религиозный национализм пуштунов (основного народа в Афганистане) — направленный на сохранение племенных обычаев (адата).
Однако постепенно, особенно после прихода к власти в 1996 году и необходимости учитывать интересы всех афганцев, талибы стали в большей мере ориентироваться на деобандизм — ханафитское ривайвелистское и антиколониальное движение, возникшее в XIX веке в Британской Индии и предполагающее очищение ислама от отживших местных традиций.
Любой, не согласный с идеологией «Талибана», по мнению талибов, — заблудший и подлежит гонению. На подконтрольных территориях деобандийская группировка «Талибан» вводит нормы шариата, выполнение которых строго контролируется. Под запретом находятся телевидение, музыка и музыкальные инструменты, изобразительное искусство, алкоголь, компьютеры и шахматы, белая обувь (белый — цвет талибского флага), обсуждение интимных отношений в открытой форме и многое другое. В Исламском Эмирате Афганистан присутствует крайняя дискриминация женщин с полным запретом на образование. Женщинам не разрешено лечиться у врачей мужского пола, появляться в общественных местах без мужа или родственника мужского пола. В 2024 году лидер «Талибана» Хайбатулла Ахундзада также официально объявил, что в соответствии с нормами шариата женщин в стране будут публично забивать камнями до смерти за прелюбодеяние.
Аналитик британского Королевского института международных отношений профессор Фарзана Шаих, в связи с занятием Кабула талибами в августе 2021 года, уточняет:

Важно понимать, что движение «Талибана» разнородно. В военных операциях талибы выступают единым фронтом, но внутри себя они представляют собой довольно раздробленную группу. У них есть несколько направлений мысли. […] Действия талибов в Кандагаре могут отличаться от того, что будет происходить в районе, который недавно перешел под контроль движения. И это представляет большую сложность. Но всё же определяющим при анализе «Талибана» является их очень консервативное понимание ислама. Эта часть неизменна для всех талибов.

### Деобандизм
Деобандийская идеология возникла в учебном заведении «Дар уль-Улюм Деобанд» в городе Девабанд в Британской Индии в 1867 году. Целью деобандизма была реформация мусульманского общества в рамках колониального государства, которым правили немусульмане. Его создателями были Мухаммад Касим Нанаутави и Рашид Ахмад Гангохи. Отличительной особенностью деобандитов является пуританство и нетерпимость к представителям других течений в исламе. Например, имели случаи стычек между деобандистами и членами движения барелви, которые признают народные культы и суфийские обычаи, а также конфликты с Исламским государством. Помимо прочего, сторонники деобандизма враждебны к шиитам, некоторые наиболее радикальные деобандисты считают их еретиками и отступившими от веры. Такое противостояние привело к тому, что в 1980-е — 1990-е годы в Пакистане разразилась война между боевыми группами деобандитов, барелвитов и шиитов.
Деобандизм, который проповедовали пакистанские партии в лагерях афганских беженцев, стал идеологическим ориентиром для «Талибана». Члены движения деобанди в годы советского вторжения в Афганистан сформировали деобандийскую террористическую организацию «Харкат-уль-Джихад-аль-Исламия», которая в настоящее время воюет за включение территории Кашмира в состав Пакистана.
Помимо Талибана и «Харкат-уль-Джихад-аль-Исламия» приверженцы деобандизма создали такие деобандийские террористические организации как Техрик-е Талибан Пакистан и Техрик-е Талибан Таджикистан.

### Вандализм
26 февраля 2001 года мулла Мухаммед Омар издал декрет о разрушении всех неисламских памятников в Афганистане. Претворяя декрет в жизнь, в марте того же года талибы взорвали две гигантские статуи Будды, вырезанные в скалах Бамиана в III и в VI в., что вызвало осуждение мировой общественности. Действия талибов были осуждены общественностью ряда мусульманских стран.
Талибы выступают за запрет женского образования. Объектами их нападений часто становятся школы; только в 2008 году в северо-западном регионе Пакистана Сват, по словам местного высокопоставленного государственного чиновника Шауката Юсайзая, ими было уничтожено более 170 школ, в которых обучалось около 55 000 мальчиков и девочек.

### Антисионизм
В 2021 году, после захвата власти в Афганистане, лидеры Талибана заявили, что их страна не при каких обстоятельствах не станет налаживать отношения с Израилем, заявляя, что не считают его за легитимное государство. Представители организации также заявили, что планируют развивать отношения в первую очередь с азиатскими соседями и не против сотрудничества даже с США, но никогда не пойдут на него с Израилем.

## Внутренняя политика
7 сентября 2021 года движение «Талибан» объявило новый состав временного правительства Афганистана. Ключевые посты заняли:
- и. о. премьер-министра — Хасан Ахунд (глава совета руководства «Талибана», глава МИД с 1996 по 2001 год);
- и. о. вице-премьера — мулла Абдул Гани Барадар (глава политофиса движения);
- и. о. второго вице-премьера — Абдул Салам Ханафи (замглавы политофиса);
- и. о. министра обороны — Мохаммад Якуб (заместитель лидера талибов);
- и. о. главы МВД — Сираджуддин Хаккани;
- и. о. главы разведки — Абдул Хак Васик;
- и. о. главы МИД — Амир Хан Мутаки (бывший представитель руководства движения);
- и. о. министра экономики — Мохаммад Ханиф;
- и. о. министра финансов — Хедаятулла Бадри;
- и. о. главы Центробанка Афганистана — Хаджи Мохаммад Идрис[103].

## Международные отношения

### Отношения с Россией
Во время Второй чеченской войны осенью 1999 года руководство «Талибана» приняло решение отправить чеченским боевикам, сражающимся против федеральных сил, 4 миллиона долларов и 24 переносных зенитно-ракетных комплекса. В январе 2000 года представитель «Талибана» в Пакистане объявил о признании независимости Чечни и установлении дипломатических отношений с правительством Аслана Масхадова. В феврале того же года газета «Шариат», официальный печатный орган «Талибана», призвала мусульманские страны объявить священную войну (джихад) России: «Исламские страны должны позволить правоверным принять участие в джихаде в Чечне». Чеченские боевики проходили обучение в лагерях на подконтрольных талибам территориях; в 2000 году численность чеченцев в Афганистане оценивалась в более чем 2500 человек, в начале 2001 года насчитывалось около 10 таких лагерей и центров подготовки.
В мае 2000 года помощник президента России Сергей Ястржембский заявил о возможном нанесении превентивных ударов по базам подготовки террористов в Афганистане. Позднее секретарь Совета безопасности Сергей Иванов заявил, что если «Талибан» усилит давление на союзников Российской Федерации, в частности на Таджикистан и Кыргызстан, — «я не исключаю, что могут быть предприняты и какие-то военные меры».
После начала военной операции США и Великобритании против «Талибана» осенью 2001 года представители талибов вышли на связь с российскими пограничниками на таджикско-афганской границе и от имени духовного лидера Муллы Омара предложили Москве объединиться для борьбы с американской агрессией. Как рассказал в интервью Би-Би-Си занимающий должность секретаря Совета безопасности Сергей Иванов, Россия ответила на это предложение «всемирно известным англоязычным жестом F*** off».
В декабре 2015 года специальный представитель президента России по Афганистану и директор департамента МИД России Замир Кабулов на вопрос о том, могут ли талибы выступать в качестве союзника в борьбе с ИГ, отметил, что «талибы и без нашей подсказки этим занимаются, потому что чувствуют, что ИГ пытается, как „Аль-Каида“ в своё время, их использовать для транснациональных целей, для халифата, для глобального джихада». В мае 2016 года Кабулов сообщил, что РФ будет готова к установлению контактов с талибами и перестанет считать их террористической организацией, как только они согласятся с конституцией Афганистана, прекратят вооружённую борьбу и оборвут связи с террористическими группировками.
В декабре 2017 года министр иностранных дел России Сергей Лавров отметил, что Россия контактирует с талибами только в двух случаях — причинение вреда её гражданам или гражданам стран-союзников, или для того, чтобы убедить талибов начать переговоры по мирному урегулированию в Афганистане. Кроме того, он подчеркнул, что «никогда не было никаких доказательств того, что Россия поддерживала „Талибан“, как на это указывали некоторые американские чиновники, или того, что мы вооружали „Талибан“».
9 ноября 2018 года в рамках «Московского формата» консультаций по Афганистану, созданного в 2017 году на основе соглашения между специальными представителями Афганистана, Индии, Ирана, Китая, Пакистана и России, в Москве в «Президент-отеле» прошла закрытая встреча заместителей министров иностранных дел, специальных представителей и наблюдателей от Афганистана (делегация Высшего совета мира Афганистана, прибывшая по указанию президента Афганистана Ашрафа Гани), Индии, Ирана, Казахстана, Кыргызстана, Китая, Пакистана, России, США, Таджикистана и Узбекистана, по выработке условий для начала прямых переговоров между движением «Талибан» и правительством Афганистана. Впервые на международной встрече подобного уровня участвовала делегация из представителей политического офиса движения «Талибан» в Дохе во главе с Шером Мохаммадом Аббасом Станикзаем.
Визиты повторялись в 2019 и 2021 годах, в последнем случае российские чиновники были вынуждены объяснять переговоры с членами террористической группировки.
С марта 2022 года в России установлено дипломатическое отношение с Афганистаном с аккредитацией дипломата правительства, сформированного «террористической организацией „Талибан“ (запрещённого в РФ на этот момент)».
В 2022 году представители запрещённой в России организации Талибан приняли участие в юбилейном 25-м Петербургском международном экономическом форуме.
В мае 2024 года Министерство иностранных дел и Министерство юстиции России представили доклад Владимиру Путину, в котором предложили исключить «Талибан» из списка террористических организаций. Путин отметил, что «Талибан» является действующей властью в Афганистане, с которой необходимо выстраивать отношения. Министр иностранных дел Сергей Лавров поддержал данное предложение, заявив, что исключение «Талибана» из списка террористов «отражает осознание реальности». Вопрос о возможном исключении данного движения из списка террористических организаций в России продолжает обсуждаться. В июле 2024 года Владимир Путин назвал «Талибан», всё ещё признанный в России террористической организацией, союзниками по борьбе с терроризмом.
26 марта 2025 года Генеральная прокуратура запросила временную отмену запрета деятельности «Талибана» на территории Российской Федерации.
17 апреля 2025 года Верховный суд России по иску Генпрокуратуры приостановил запрет деятельности движения «Талибан», которое находится у власти в Афганистане. Заседание прошло в закрытом режиме. Решение вступило в силу незамедлительно.
3 июля 2025 года Россия первой в мире официально признала власть талибов в Афганистане.

#### Судебные решения в РФ
В 2009 году Верховный суд Башкортостана приговорил 38-летнего предпринимателя из Салавата Рустема Зайнагутдинова к 15 годам колонии строгого режима, признав его приближенным руководителя местной ячейки организации «Уйгуро-булгарский джамаат» — её называют «боевым формированием в составе „Талибана“» в Афганистане и Пакистане и обвиняют в связях с «Аль-Каидой». Торговца бытовой химией с рынка признали виновным по трём статьям Уголовного кодекса: приготовление к теракту, склонение к террористической деятельности и незаконный оборот оружия в составе группы.
В сентябре 2015 года за финансирование «Талибана» на пять лет осудили проживающего в Якутске гражданина Таджикистана А. М. Хасанова.
В 2016 году Тазовский районный суд удовлетворил иск районной прокуратуры о признании экстремистскими двух статей, одна из которых — справка «История исламского движения „Талибан“» информагентства РИА «Новости». Агентство статью удалило, публичных комментариев на эту тему не было.
В июле 2017 года управление ФСБ по Татарстану сообщило о возбуждении уголовного дела в отношении жителя республики Мансура Шайхиева. Его обвинили в участии в незаконном вооружённом формировании. По версии следствия, в 2008 году 23-летний Шайхиев уехал в «в афгано-пакистанскую зону», чтобы вступить в «Талибан», а в 2014 году «добровольно вступил в ряды одного из незаконных вооружённых формирований» в Сирии. 8 июля 2021 года Шайхиева включили в список экстремистов и террористов. Данных о его задержании не поступало.
В августе 2020 года Центральный окружной военный суд в Екатеринбурге приговорил к семи годам колонии строгого режима 26-летнего уроженца Таджикистана Фируза Хафизова за покушение на организацию деятельности террористической организации. Хафизов пытался завербовать местную жительницу «в состав международной террористической организации „Движение Талибан“».
Осенью 2020 год Центральный окружной военный суд приговорил к пяти годам колонии общего режима жителя Удмуртии, которого обвиняли в участии в боях на стороне «Талибана» против правительственных войск Афганистана и Пакистана.
17 апреля 2025 года Верховный суд Российской Федерации приостановил запрет деятельности движения «Талибан» на территории Российской федерации.

## «Талибан» и наркотики

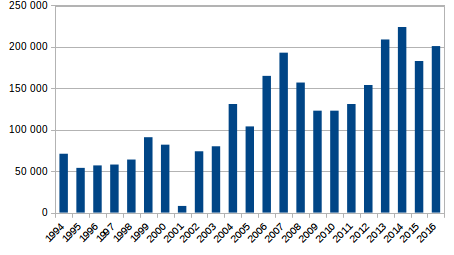
Производство опиума в Афганистане, 1994—2016 годы. Засеянные площади (в гектарах)

К 1996 году отношения между Талибан и наркомафиозными группировками вышли на уровень, при котором наркомафия стала выплачивать талибам налог закят, составлявший по неофициальным данным 10 %.
При талибах, пришедших к власти в 1996 году, наркотические посевы были увеличены на треть и сложились в северный и балканский маршруты поставок героина в Россию и ЕС.
По оценке ООН, в 1997 году на подконтрольной «Талибану» территории производили 96 % афганского опиума; остальное на территориях контролируемых Раббани и Дустумом. Опиум при талибах производили в 10 из 32 провинций страны — 2,2—2,3 тысяч тонн в год, что составляло 40 % мирового нелегального производства. Талибы не запрещали наркоторговлю, а кроме того, брали налог за продажу опия, составлявший по неофициальным данным 15—30 %.
Имеются сведения, что по вопросу организации наркотрафика талибы имели контакты на межгосударственном уровне с президентом Туркменистана Ниязовым. Бывший министр иностранных дел Туркменистана Авды Кулиев оценил объём наркотиков, перевезённых с одобрения руководства страны, в 80 тонн. Экс-глава Центробанка Туркменистана Худайберды Оразов даёт цифру в 120 тонн. В 1998 году отряд пограничников Туркменистана провёл операцию на афгано-туркменской границе по захвату группы наркокурьеров. По некоторым данным, после информирования президента Ниязова об операции на границе он приказал поднять боевой вертолёт и расстрелять всех, включая туркменских пограничников, с воздуха.
К 1999 году в Афганистане при талибах поставлен рекорд производства опиума в 4565 тонн.
Лидеры «Талибана» контактировали с центральноазиатскими, кавказскими, некоторыми европейскими криминальными группами. В частности, в 1999—2001 годах они контактировали с албанскими кланами, оттеснившими итальянские и турецкие кланы.
Изготовление наркотиков осложнили отношения Талибана и стран НАТО, стремящихся к прокладке газопроводов из Средней Азии. В 2001 году талибы обещают запретить наркотики. По данным ООН, производство с 3276 тонн опиума (2000 год) падает до 185 тонн опиума (2001 год). Влияние на производство опиума также оказала засуха. ООН проводит поверхностное инспектирование Афганистана и делает вывод о соблюдении запрета на наркотики. Однако индийский спутник обнаружил в провинциях Нангархар и Гильменд маковые поля, их доля в связи с засухой уменьшилась лишь на 30 %. Кроме того, данные по конфискациям наркотиков в сопредельных странах, в том числе в России, позволяют усомниться в данных ООН за 2001 год.
Причинами, по которым Талибан решил сократить объёмы наркопроизводства в 2001 году, являлись внимание к данной проблеме мирового сообщества и возможность лишения гуманитарной помощи, перенасыщение рынка героином и падение его стоимости.
В 2019—2020 годах на подконтрольных талибам территориях площадь земель, используемых для выращивания опиума, увеличилась более чем на треть. По оценке ООН, в 2020 году Талибан заработал 460 миллионов долларов на торговле опиумом.
После возврата власти в 2021 году талибы несколько раз заявляли о борьбе с наркотиками: 17 августа 2021 года представитель талибов объявил о прекращении производства наркотиков в Афганистане, 3 апреля 2022 года верховный лидер движения Хайбатулла Ахундзада запретил выращивание мака и наркооборот на всей территории Афганистана.
По данным бывшего начальника разведки антинаркотической полиции МВД Афганистана полковника Незамуддина Бахави, талибы выпустили на свободу практически всех наркобизнесменов, ранее осужденных властями Афганистана. По сообщению телеканала Би-Би-Си, на декабрь 2021 года торговля наркотиками в Афганистане процветала, опиумные дельцы открыто продавали свой товар на базарах, а съёмочной группе телеканала представители талибов запретили производить съёмку известного опиумного базара в провинции Гильменд.
По данным УНП ООН, площадь посевов опийного мака в 2022 году в Афганистане увеличилась на 32 процента по сравнению с предыдущим годом и составила 233 тыс. гектаров. Объявленный запрет в апреле 2022 года на выращивание мака увеличил цены на опиум и доходы от наркоторговли более чем в три раза. За год нахождения талибов у власти доходы афганских фермеров от продажи опиума выросли втрое: с 425 миллионов долларов в 2021 году до 1,4 миллиарда долларов в 2022 году. Статистика УНП ООН по конфискации партий афганских наркотиков показывает, что смена афганской власти в августе 2021 года не прервало незаконный оборот опиатов. Доля Афганистана в мировом опиатном рынке составляет около 80 процентов. Из-за засухи урожайность снизилась с 38,5 кг с гектара (кг/га) в 2021 году до примерно 26,7 кг/га в 2022 году, в результате чего урожай составил 6 200 тонн. В оборот наркотиков включены афганские женщины.

## Террористические акты
- 14 января 2008 года боевики «Талибана» совершили теракт в отеле Kabul Serena, в результате которого погибли 6 человек.
- 8 октября 2009 года террорист-смертник взорвал заминированную машину возле посольства Индии в Кабуле. Погибли 17 человек (2 полицейских и 15 мирных жителей) и более 80 получили ранения. Ответственность за организацию теракта взяли на себя представители движения «Талибан»[140][141].
- 28 октября 2009 в результате нападения талибов на гостиницу в Кабуле погибли 6 и были ранены 9 сотрудников ООН.
- 28 декабря 2009 года террорист-смертник взорвал себя на центральной улице Карачи, когда там проходила многотысячная процессия мусульман-шиитов, отмечавших шиитский траур Ашура. Погибли 43 и ранены свыше 60 человек. Ответственность за организацию теракта взяли на себя пакистанские талибы[142].
- 6 августа 2010 года в афганской провинции Бадахшан талибы убили десятерых безоружных сотрудников международной благотворительной христианской организации International Assistance Mission, оказывавших медицинскую помощь афганцам. Среди погибших были шесть американцев, одна британка, одна немка и два афганца[143].
- 3 сентября 2010 года в результате взрыва на проводившемся в рамках международного дня поддержки палестинцев митинге в Кветте погибли 54 и получили ранения 197 человек. Ответственность за организацию теракта взяли на себя пакистанские талибы[144].
- 5 ноября 2010 террорист-смертник взорвал себя в мечети во время пятничной молитвы в пакистанском городе Дарра-Адам-Хель. Погибли не менее 50 и были ранены свыше 100 человек. Ответственность за взрыв взяла на себя группировка, связанная с пакистанскими талибами[145].
- 11 ноября 2010 года в Карачи возле здания полиции взорвался заминированный грузовик. Погибли около 20, ранены свыше 100 человек. Ответственность за организацию теракта взяли на себя пакистанские талибы[146].
- 9 марта 2011 года террорист-смертник взорвал себя в пригороде Пешавара, когда там проходили похороны жены одного из активистов организации, борющейся с «Талибаном». Погибли до 40 человек, ранены более 60. Ответственность за организацию теракта взяли на себя пакистанские талибы[147][148].
- 3 апреля 2011 года два террориста-смертника взорвали себя в религиозном комплексе в городе Дара Гази Хан, когда там проходили религиозные празднования. Не менее 41 человека погибли, более 100 были ранены. Ответственность за организацию теракта взяли на себя пакистанские талибы[149].
- 31 октября 2011 года в результате взрыва, устроенного террористом-смертником в Кандагаре, погибли 3 сотрудника ООН, начальник местной полиции и ещё несколько человек. «Талибан» взял на себя ответственность за организацию теракта[150][151].
- 4 сентября 2012 года в результате взрыва, устроенного террористом-смертником на похоронах в афганской провинции Нангархар, погибли не менее 20 человек и свыше 50 получили ранения. Все жертвы атаки являлись мирными жителями. Ответственность за организацию теракта взяли на себя представители движения «Талибан»[152].
- 17 января 2014 года террорист-смертник взорвал себя возле ресторана ливанской кухни в Кабуле. Погиб 21 человек. Ответственность за организацию теракта взяли на себя представители движения «Талибан»[153][154].
- 20 марта 2014 года талибы совершили повторный теракт в отеле Kabul Serena[англ.], в результате которого погибли 9 человек, включая двух детей[155].
- 22 июня 2015 года талибы атаковали здание национальной ассамблеи Афганистана в Кабуле при помощи автоматов и гранатометов. Погибло двое гражданских и семеро нападавших[156].
- 20 января 2018 года боевики произвели нападение на отель «Интерконтиненталь» в Кабуле, в ходе которого погибло от 18 до 43 человек. Ответственность за атаку взяла на себя организация «Талибан»[157].

Известны случаи, когда жертвами талибов становились дети. Так, в 2007 году в провинции Пактика талибы расстреляли школьника за то, что он изучал английский язык. В 2010 году в провинции Гильменд ими был казнён 7-летний мальчик, обвинённый в шпионаже. В 2011 году они повесили 8-летнего ребёнка, чей отец, служивший в полиции, отказался перейти на их сторону.

## Численность
- 1995 — 25 тысяч[161]
- 1998 — около 110 тысяч[162]
- 2006 — около 12 тысяч[163]
- 2010 — 27 тысяч[164]
- 2014 — 52—60 тысяч[165][166]
- 2021 — около 70 тысяч[источник не указан 1456 дней]
- 2024 — около 120 тысяч
- 2025 — около 140 тысяч

### Комментарии
1. ↑  стр.7-8 [127]
2. ↑  стр.3-4 [129]
3. ↑  стр.7-8 [127]
4. ↑  стр.4 [130]
5. ↑  стр.4 [127]
6. ↑  стр.3-4 [129]